# Bent Løfqvist
Bent Løfqvist-Hansen (né le 26 février 1936 à Copenhague au Danemark) est un ancien joueur international de football danois, qui évoluait au poste d'attaquant.

## Biographie

### Club
Løfqvist commence sa carrière de footballeur dans son pays pour le club du B 1913 et a également joué au Danemark pour l'OB.
Sa carrière professionnelle fut en France dans le club du FC Metz. Il est connu pour avoir terminé meilleur buteur de la coupe d'Europe 1962, avec un total de 7 buts inscrits durant la compétition.

### Sélection
Il compte une seule sélection avec l'équipe du Danemark en 1961.